# Бостонская зелёная голова

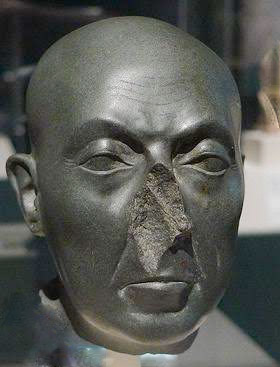

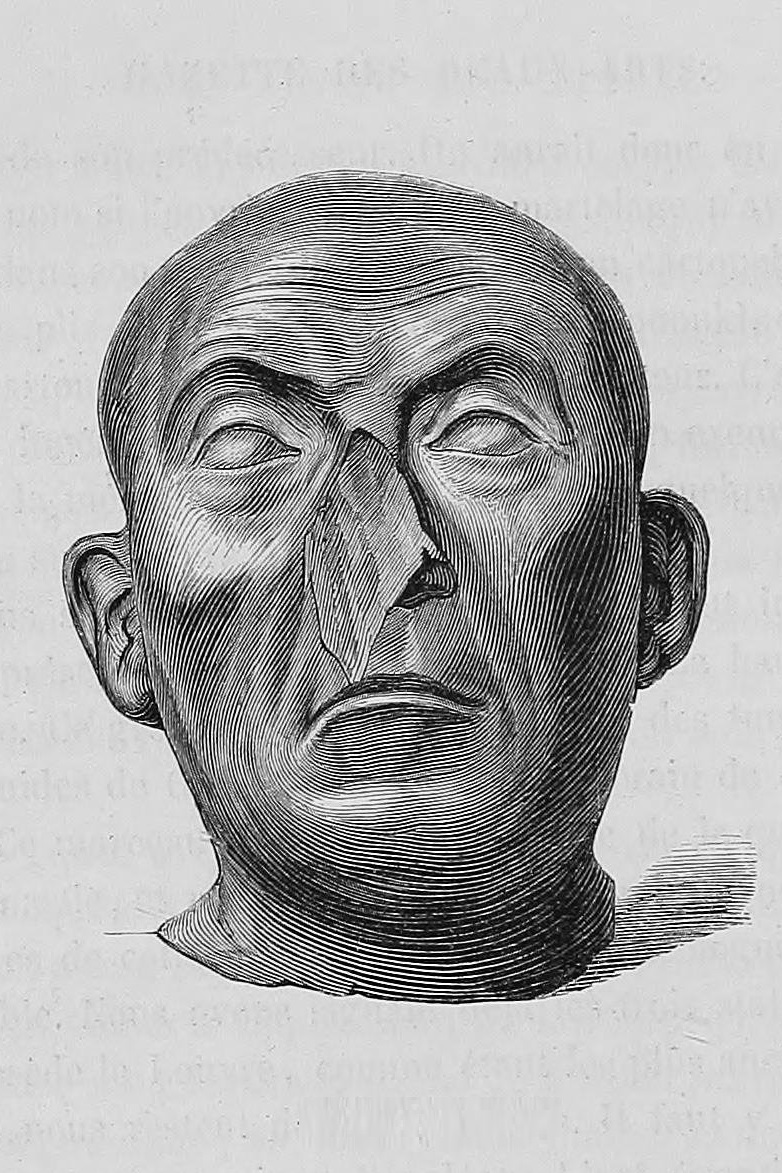
Бостонская зелёная голова на гравюре 1859 года

Бостонская зелёная голова (англ. Boston Green Head) — древнеегипетский мужской скульптурный портрет из граувакки высотой 10,8 см. Предположительно является портретом жреца. Датируется 380—332 годами до нашей эры и хранится в Музее изящных искусств в Бостоне. Обнаруживает большое сходство с Берлинской зелёной головой из Нового музея.
Скульптура была обнаружена Огюстом Мариетом в 1858 году в серапеуме в Саккаре и позднее была преподнесена хедивом Египта Мухаммедом Саид-пашой в подарок принцу Наполеону Жозефу Бонапарту, который по примеру эрцгерцога Максимилиана Австрийского собирался побывать в Египте, но в конечном итоге так и не приехал. В 1904 году была приобретена бостонским музеем у Эдварда Перри Уоррена. Каким образом скульптура оказалась у Уоррена, документально не подтверждается.